# 언데드 걸 머더 파르스

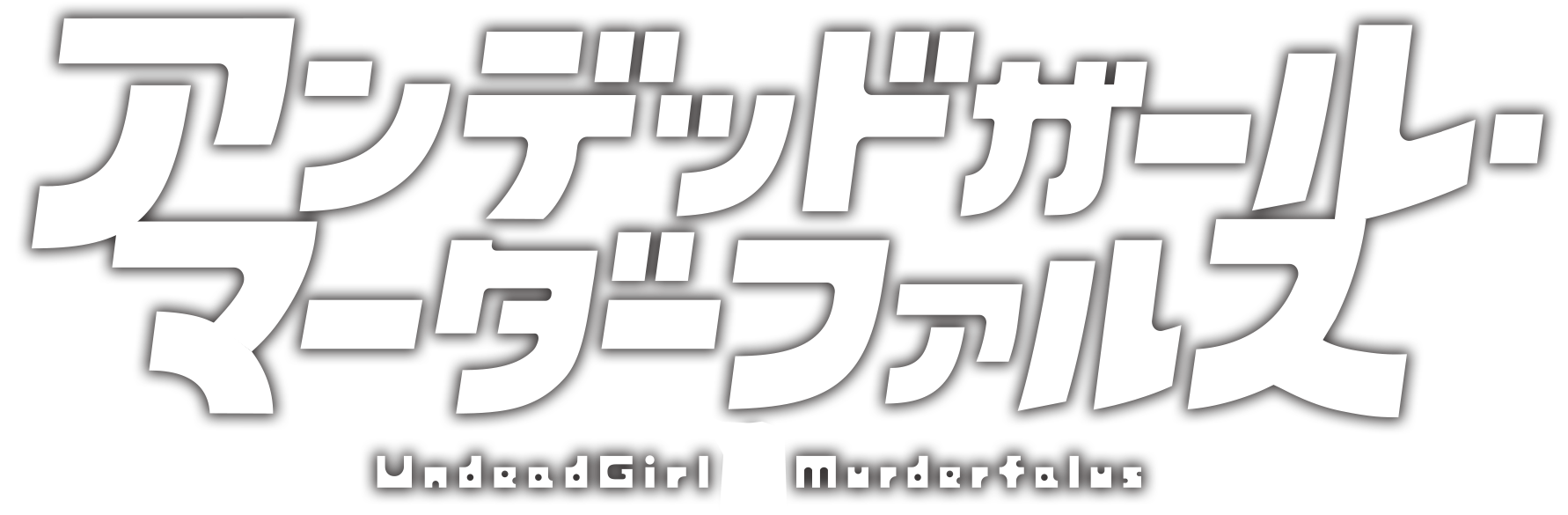

《언데드 걸 머더 파르스》(일본어: アンデッドガール・マーダーファルス)는 요츠바 유토(원작), 오가와 료(작화)에 의한 일본의 소설이다. 아오사키 유고가 쓴 일본의 소설 시리즈이다. 2015년 12월 출판을 시작하여 2023년 현재 4권이 출판되었다. 토모야마 하루카가 그린 만화 각색은 2016년 6월부터 고단샤의 월간 소년 시리우스 잡지에서 연재를 시작했고, 2017년에는 네메시스로 이전했으며, 이후 코믹 데이즈 웹사이트에서 2016년 6월까지 연재를 시작했다. 2018. 이 만화는 3권의 인쇄본과 4권의 디지털 단행본으로 편집되었다. 랩틱 트랙(Lapin Track)이 제작한 애니메이션 TV 시리즈 각색은 2023년 7월부터 9월까지 후지 TV의 +Ultra 프로그래밍 블록에서 방영되었다.

## 줄거리
뱀파이어와 오니 같은 초자연적 생물이 인간과 같은 세계에 존재하는 19세기 후반의 대체 타임라인을 배경으로 한다. 오니 슬레이어로 알려진 실험적인 반 오니인 신우치 쓰가루는 그녀의 충성스러운 하인 시즈쿠 하세이와 함께 불멸의 여인 아야 린도의 직업을 받아들인다. 츠가루는 수명을 연장할 방법을 찾고 싶어하고, 아야는 죽고 싶은 말만 하는 머리로만 존재한다. 현재 곤경에 처한 사람이 지팡이에 'M'자가 새겨진 부유한 외국인이라는 사실을 알게 된 두 사람은 일본을 떠나 유럽으로 가서 그를 추적하려고 한다. 아야의 실종된 시체와 목표물을 찾으려고 노력하는 동안 트리오는 유럽 전역의 초자연적 신비에 맞서고 쓰가루는 아야의 머리를 안에 넣은 새장에 대해 "새장 사용"의 페르소나를 맡는다.

## 미디어

### 소설
아오사키 유고가 쓴 언데드 소녀 살인 희극은 2015년 12월 17일 코단샤에서 코단샤 타이가 각인으로 처음 출판되었다. 2023년 7월 현재 4권이 발매되었다.

### 만화
토모야마 하루카가 그린 만화가 코단샤의 월간 소년 시리우스 잡지에서 2016년 6월 25일부터 연재를 시작했다 이후 2017년 6월 9일에 코단샤의 네메시스 매거진으로 옮겨졌다. Nemesis가 출판을 중단한 후 시리즈는 Comic Days 웹사이트로 옮겨졌다. 2018년 6월 기준 단행본 3권이 발매되었다.
2021년 5월, 미국 코단샤는 영어 디지털 출판용 만화 라이선스를 취득했다고 발표했다.

### TV 애니메이션
TV 애니메이션 시리즈 각색은 2023년 3월 22일 "Fuji TV Anime Lineup Presentation 2023"에서 발표되었다. 이 시리즈는 Lapin Track이 제작하고 하타케야마 마모루가 감독을 맡았으며, 다카기 노보루가 수석 작가를 맡고, 이토 노리코가 이와모토 제로고의 컨셉을 바탕으로 캐릭터를 디자인하고, 카조노 나호와 함께 수석 작화 감독을 맡고, 음악을 작곡하는 야마구치 유마가 맡았다. 일본에서는 2023년 7월 6일부터 9월 28일까지 후지 TV의 +Ultra 편성 블록에서 방영되었고, 대한민국에서는 애니박스에서 방영되었다. 오프닝 테마는 CLASS:y의 "Crack-Crack-Crackle"이고 엔딩 테마는 Anna의 "Reversal"이다. Crunchyroll은 아시아 이외의 지역에서 시리즈 라이선스를 취득했다. Medialink는 아시아 태평양 지역에서 시리즈 라이선스를 취득했으며 Ani-One Asia YouTube 채널에서 스트리밍했다. 이 애니메이션 시리즈 각색에서 보안 요원 캐릭터는 Royce의 것이다.